# Cruel Summer (Taylor Swift)
Cruel Summer è un singolo della cantante statunitense Taylor Swift, pubblicato il 13 giugno 2023 come quinto estratto dal settimo album in studio Lover.

## Descrizione
Il brano è stato scritto dalla stessa cantante con Jack Antonoff e Annie Clark, e prodotto da Swift e Antonoff.

## Tracce
The Cruelest Summer
1. Cruel Summer (Live from TS | The Eras Tour) – 3:49
2. Cruel Summer (LP Giobbi Remix) – 3:12
3. Cruel Summer (LP Giobbi Remix - Extended) – 4:13
4. Cruel Summer – 2:58

## Accoglienza
I critici musicali hanno acclamato Cruel Summer in particolare per la sua produzione e il bridge. Jon Caramanica del New York Times ha elogiato la produzione "spessa ed eterea" e i motivi vocali distintivi di Swift.
Mikael Wood del Los Angeles Times ha definito Cruel Summer come la migliore canzone dell'album e ha detto che il bridge rappresenta l'elemento più punk del 2019. Alex Abad-Santos, scrivendo per Vox, ha menzionato Cruel Summer come una delle tre canzoni migliori dell'album.
Nick Levine di NME ha definito il brano "coraggioso" e una "brillante canzone pop".
Natalia Barr, scrivendo per Consequence of Sound, ha elogiato la capacità vocale di Swift nel bridge della canzone, definendola "allo stesso tempo divertente, angosciante ed elettrizzante", e ha etichettato il brano come una delle canzoni pop più perfette del 2019.

## Promozione
Taylor Swift ha cantato per la prima volta il brano il 17 marzo 2023, in occasione della prima tappa del The Eras Tour, per poi includerlo nella scaletta di ogni serata.

## Successo commerciale
Dopo la pubblicazione dell'album Lover nell'agosto del 2019, Cruel Summer ha debuttato al 27º posto nella Official Singles Chart britannica e al 29º posto nella Billboard Hot 100. Per colpa della pandemia di Covid 19, il brano non venne pubblicato come singolo nel 2020. 
A distanza di quattro anni, nel 2023, solo dopo essere stato inserito nelle scalette del The Eras Tour, la canzone è entrata nella top 3 della hit parade statunitense e britannica. Nella settimana di pubblicazione del 28 ottobre 2023, Cruel Summer ha raggiunto la prima posizione della Billboard Hot 100 diventando la sua 10ª canzone numero uno nella suddetta classifica.

## Classifiche

### Classifiche settimanali
| Classifica (2019-24) | Posizione massima |
| -------------------- | ----------------- |
| Argentina            | 64                |
| Australia            | 1                 |
| Austria              | 16                |
| Belgio (Fiandre)     | 46                |
| Brasile              | 54                |
| Canada               | 1                 |
| Corea del Sud        | 72                |
| Danimarca            | 31                |
| Emirati Arabi Uniti  | 3                 |
| Estonia              | 2                 |
| Filippine            | 1                 |
| Francia              | 52                |
| Germania             | 15                |
| Giappone             | 44                |
| Grecia               | 11                |
| Hong Kong            | 11                |
| India                | 9                 |
| Indonesia            | 5                 |
| Irlanda              | 4                 |
| Islanda              | 6                 |
| Israele              | 71                |
| Italia               | 85                |
| Lettonia             | 9                 |
| Lituania             | 30                |
| Lussemburgo          | 11                |
| Malaysia             | 8                 |
| Medio Oriente        | 19                |
| Norvegia             | 18                |
| Nuova Zelanda        | 3                 |
| Paesi Bassi          | 11                |
| Panama               | 79                |
| Polonia              | 58                |
| Portogallo           | 17                |
| Regno Unito          | 2                 |
| Repubblica Ceca      | 43                |
| Russia               | 181               |
| Singapore            | 1                 |
| Slovacchia           | 38                |
| Spagna               | 63                |
| Stati Uniti          | 1                 |
| Svezia               | 13                |
| Svizzera             | 9                 |
| Taiwan               | 11                |
| Vietnam              | 12                |

### Classifiche di fine anno
| Classifica (2023) | Posizione |
| ----------------- | --------- |
| Australia         | 8         |
| Austria           | 51        |
| Canada            | 13        |
| Germania          | 69        |
| Islanda           | 41        |
| Paesi Bassi       | 77        |
| Portogallo        | 69        |
| Regno Unito       | 11        |
| Stati Uniti       | 18        |
| Svezia            | 85        |
| Svizzera          | 65        |
| Classifica (2024) | Posizione |
| Australia         | 9         |
| Austria           | 63        |
| Canada            | 14        |
| Corea del Sud     | 109       |
| Danimarca         | 100       |
| Estonia           | 57        |
| Filippine         | 16        |
| Francia           | 95        |
| Germania          | 52        |
| Islanda           | 41        |
| Nuova Zelanda     | 16        |
| Paesi Bassi       | 85        |
| Portogallo        | 55        |
| Regno Unito       | 11        |
| Stati Uniti       | 12        |
| Svezia            | 73        |
| Svizzera          | 35        |